# Punín
Punín ist eine Ortschaft und eine Parroquia rural („ländliches Kirchspiel“) im Kanton Riobamba der ecuadorianischen Provinz Chimborazo. Die Parroquia besitzt eine Fläche von 47,89 km². Die Einwohnerzahl lag im Jahr 2010 bei 5976. Die Parroquia wurde am 29. Mai 1861 gegründet.

## Lage
Der 2800 m hoch gelegene Hauptort Punín befindet sich 10 km südlich der Provinzhauptstadt Riobamba.  Die Fernstraße E46 (Riobamba–Macas) führt an Punín vorbei. Die Parroquia Punín erstreckt sich über die Ostflanke eines bis zu 3500 m hohen Bergkamms.
Die Parroquia Punín grenzt im Nordosten an die Parroquia San Luis, im Osten an die Parroquia Licto, im Süden an die Parroquia Flores, im Westen an die Parroquias Columbe und Santiago de Quito (beide im Kanton Colta) sowie im Nordwesten an die Parroquia Cacha.